# Стокгольмські договори
Стокгольмські договори — два договори, підписаних у Стокгольмі для швидшого закінчення невигідної для Швеції Північної війни.

## Передісторія
У 1718 шведський король Карл XII був убитий під час огляду облогових робіт у районі Фредрікстена . Трон успадкувала його сестра Ульріка Елеонора, яка у справах безмежно довіряла чоловікові Фредріку Гессенському, який обіймав посаду головнокомандувача шведської армії (за Карла XII це було лише формальною посадою, але після його смерті вона несподівано набула гігантського значення). Фредрік вирішив відмовитися від частини володінь Швеції, щоб залучити ті країни, яким вони будуть передані, до спільної боротьби проти Росії.

## Договір із Ганновером
9 листопада 1719 у Стокгольмі підписано договір між Швецією і курфюрством Ганновер, відповідно до яким Швеція поступилася Ганноверу Бремен-Верден.

## Договір із Прусією
21 січня 1720 в Стокгольмі підписаний договір між Швецією і Пруссією, відповідно до якого до Пруссії перейшли землі Шведської Померанії, розташовані на південь від річки Пеєне і на схід від каналу Пеенештром, включаючи острови Узедом і Волін, а також міста Штетін, Дамм і Гол. Договір набув чинності 29 травня. Решта Шведської Померанії була на той момент окупована Данією і пізніше повернута Швеції за Фредеріксбогрським договором.